# Näčhung

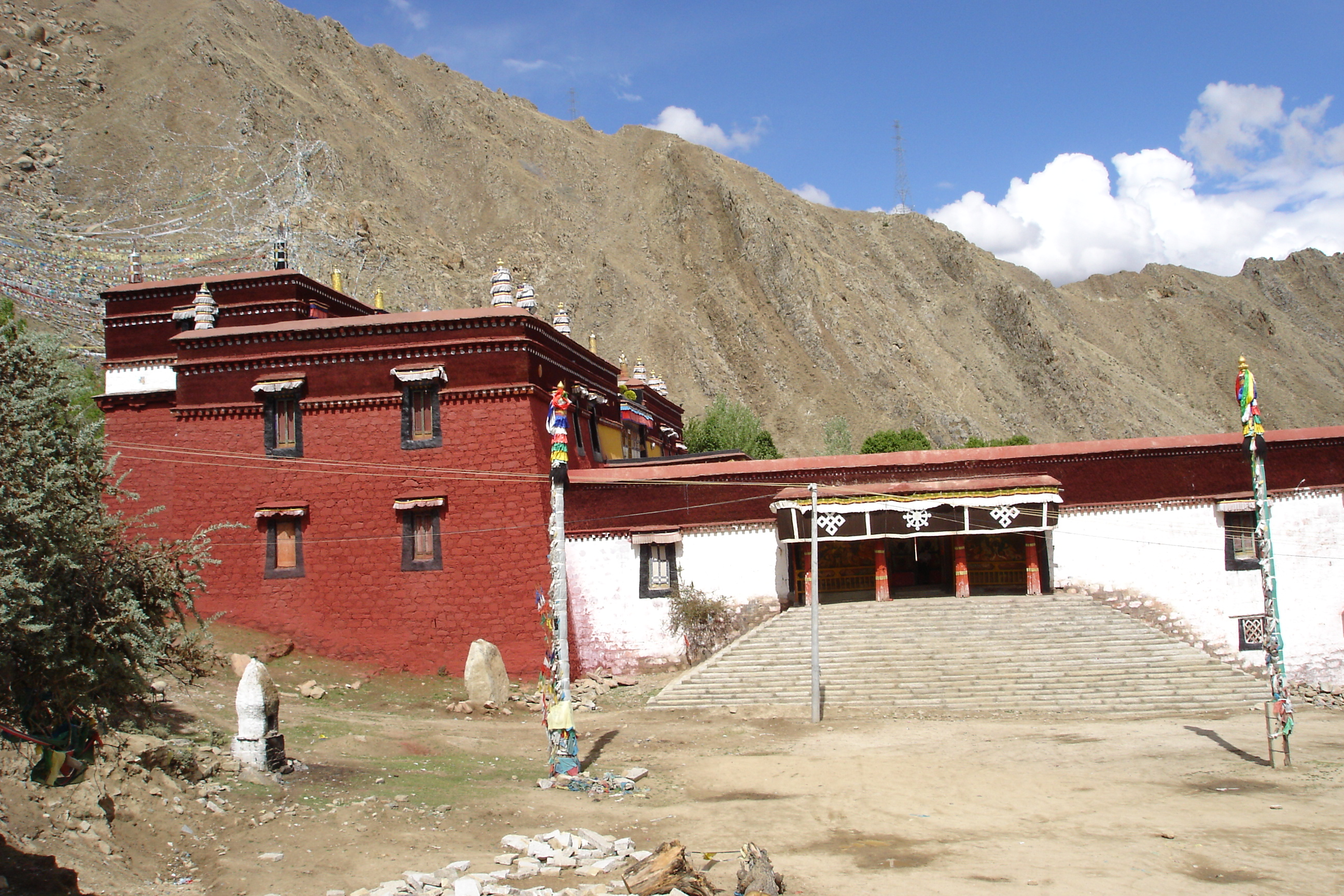
Vchod do Näčhungu

Näčhung je malý ale významný klášter v Tibetu, nacházející se velmi blízko (přibližně 10 minut chůze) od kláštera Däpung u Lhasy. Do roku 1959 byl sídlem státního věštce dalajlámovy vlády. Státní věštec byl médiem Dordže Drakdena, projevu božstva Pehar, gelugpovského ochránce buddhistického státu.

## Historie
Na místě Näčhungu stála svatyně, založená přibližně ve 13. století. Ve svatyni bylo uctíváno zde sídlící božstvo Pehar. Sídlem státního věštce se Näčhung stal za 5. dalajlámy Ngawang Lozang Gjamccha. V té době byl Pehar ustaven ochráncem tibetské vlády. Okolo původní svatyně byl za 5. dalajlámy vybudován klášter – Näčhung. Od té doby tibetská vláda klášter podporovala. Počet mnichů vzrostl na 101, za 13. dalajlámy na 115.
Během čínské kulturní revoluce byl klášter prakticky srovnán se zemí. Nyní je však zrestaurován a je znovu v provozu. Státní věštec odešel se 14. dalajlámou Tändzinem Gjamccho do indické Dharamsaly.